# Wängi
Wängi – miejscowość i gmina (Politische Gemeinde) w północno-wschodniej Szwajcarii, w kantonie Turgowia, w okręgu (Bezirk) Münchwilen. Leży nad rzeką Murg. 

## Demografia
W Wängi mieszka 4 791 osób. W 2021 roku 16% populacji gminy stanowiły osoby urodzone poza Szwajcarią. 

## Transport
Przez teren gminy przebiegają autostrada A1 oraz drogi główne nr 7 i nr 466.